# Pseudochthonius tuxeni
Pseudochthonius tuxeni är en spindeldjursart som beskrevs av Volker Mahnert 1979. Pseudochthonius tuxeni ingår i släktet Pseudochthonius och familjen käkklokrypare. Inga underarter finns listade i Catalogue of Life.